# Tatarischer Buchweizen
Der Tatarische Buchweizen (Fagopyrum tataricum), auch Falscher Buchweizen genannt, ist eine Pflanzenart aus der Gattung Buchweizen (Fagopyrum) innerhalb der Familie der Knöterichgewächse (Polygonaceae). Da diese Kulturpflanze zur Familie Knöterichgewächse und nicht zur Familie der Süßgräser (Poaceae) zählt, wird sie als Pseudogetreide (Pseudocerealie) bezeichnet. Die wilde Stammform ist im Himalaya verbreitet.

## Beschreibung

### Erscheinungsbild und Blatt
Der Tatarische Buchweizen ist eine ein- und zweijährige krautige Pflanze, die Wuchshöhen von 30 bis 80, ausnahmsweise bis 100 Zentimetern erreicht. Der aufrechte Stängel ist wenig verzweigt. Er bleibt zur Reifezeit grün (Unterschied zum Gewöhnlichen Buchweizen mit rotem Stängel). Die wechselständig locker angeordneten, dreieckig-pfeilförmigen Laubblätter sind gestielt, der Blattstiel etwa so lang wie die Spreite. Die einfache, hellgrüne Blattspreite ist dreieckig und ganzrandig. Sie ist gewöhnlich breiter als lang. Die Ochrea ist braun und membranös, ungefähr 5 Millimeter lang und schief abgestutzt-ganzrandig.

### Blütenstand, Blüte und Frucht
Die zwittrigen Blüten stehen in lockeren, endständigen und blattachselständigen, traubenartigen Rispen. Die fünf grünlichen (selten weißen), etwa 2 Millimeter langen Perigonblätter stehen trichterförmig, sie sind zur Fruchtzeit nicht vergrößert. Die Blüten besitzen acht Staubblätter und einen Fruchtknoten mit drei Griffeln. Die grau-braune Nuss ist 5 bis 6 Millimeter lang, dreikantig mit unterwärts stumpfen, ausgeschweift-gezähnten Kanten. Die Blütezeit reicht von Juli (in China schon ab Mai) bis September. Die Blüten werden von Insekten besucht, sie sind aber bei der Kulturform vollständig selbstbefruchtend.

### Chromosomensatz
Die Chromosomenzahl beträgt 2n = 16; es liegt Diploidie vor.

## Verbreitung
Die Wildform des Tatarischen Buchweizens ist verbreitet im gemäßigten nordöstlichen Asien vom südlichen Volksrepublik China über den Himalaya bis zum nordöstlichen Pakistan, in Kaschmir. In China kommt er in den Provinzen Guizhou, Qinghai, Sichuan, Yunnan und im autonomen Gebiet Tibet vor. In Pakistan kommt er im Distrikt Chitral vor. Er ist in vielen gemäßigten Gebieten der Welt ein Neophyt.
In Mitteleuropa kommt der Tatarische Buchweizen als Unkraut in Buchweizenfeldern gern zusammen mit dem Acker-Spark (Spergula arvensis) vor. Er ist eine Art der Ordnung Polygono-Chenopodietalia.

## Wildform
Die wilde Stammform des Tatarischen Buchweizens wird botanisch als Unterart Fagopyrum tataricum subsp. potanini Batalin gefasst. Sie wurde von dem russischen Entdeckungsreisenden Grigori Nikolajewitsch Potanin in der chinesischen Provinz Gansi entdeckt. Die Erstbeschreibung erfolgte durch den Botaniker Alexander Theodorowicz Batalin. Er ist der kultivierten Sippe sehr ähnlich. Wichtigster Unterschied sind die Früchte, die bei der Kulturform bei der Reife nicht mehr ausfallen, sondern auf der Pflanze verbleiben. Außerdem ist er stärker verzweigt mit kürzeren Internodien.
Die Wildart Fagopyrum tataricum ist auf spärlich bewachsenen Berghängen, an Straßenrändern und als „Unkraut“ in Kulturland verbreitet, aber meist selten. Da Buchweizen-Früchte nur extrem selten in archäologischen Ausgrabungen gefunden werden, ist der Zeitpunkt der Kultivierung unbekannt. Man nimmt aber an, dass die Kultivierung nicht sehr alt ist, da die Kulturform zahlreiche Wildmerkmale beibehalten hat, so fallen zum Beispiel für eine Kulturpflanze relativ viele Früchte spontan aus und gehen bei der Ernte verloren.
Schwesterart von Fagopyrum tataricum ist der (nicht kultivierte) Fagopyrum cymosum Meisn. Beide kultivierte Buchweizen-Arten sind relativ nahe miteinander verwandt.

## Inhaltsstoffe
Fagopyrum tataricum enthält aromatische Verbindungen. Im Gegensatz zu Fagopyrum esculentum enthält Fagopyrum tataricum keinen Salicylaldehyd, dafür jedoch Naphthalen.

## Anbau und Nutzung

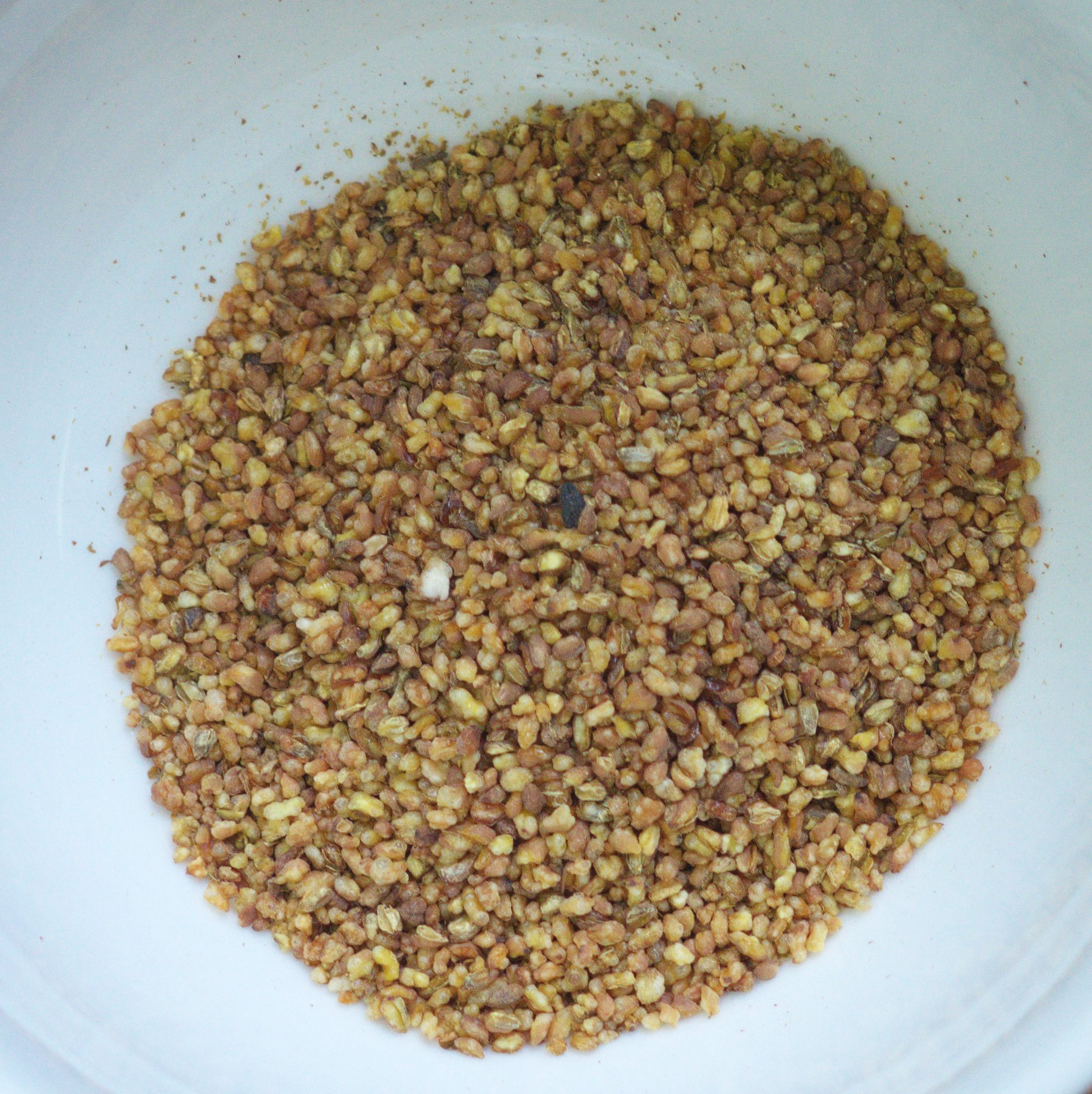
Tatarischer Buchweizen

Der Tatarische Buchweizen ist eine wichtige Kulturpflanze in den Vorbergen des Himalaya und den höheren Gebirgen Südchinas. Besonders oft wird er vom Bergvolk der Yi angebaut. Wegen seiner Kälteresistenz und Anspruchslosigkeit wird er vor allem in Regionen kultiviert, in denen andere Nutzpflanzen ausfallen oder im Ertrag unsicher werden. Nach genetischen Analysen wurde Fagopyrum tataricum im östlichen Tibet oder nordwestlichen Yunnan zuerst kultiviert, wobei durchaus mehrere unabhängige Ursprünge bestehen könnten.
In Mitteleuropa wurde der Tatarische Buchweizen zuerst als Gartenpflanze verwendet. Der erste Nachweis war 1733 in Memmingen. Wichtigste traditionelle Anbauregion war das Ösling in der Grenzregion zwischen Luxemburg, Belgien und der deutschen Eifel. Heute soll es noch vereinzelten Anbau in Luxemburg und auf dem Westbalkan (Bosnien und Herzegowina) geben. Der Anbau in Mitteleuropa war immer gegenüber dem Gewöhnlichen Buchweizen bedeutungslos und ist meist seit langer Zeit aufgegeben. Später trat er nur noch gelegentlich als „Ackerunkraut“ in Buchweizen-Kulturen auf.
Für die menschliche Ernährung müssen die Früchte geschält werden. Sie werden zu Grütze, Mehl und Grieß verarbeitet. Das Mehl enthält keinen Kleber und kann deshalb zum Backen nur vermischt mit Weizen- oder Roggenmehl verwendet werden. Häufiger wurde er früher in Mitteleuropa als Grünfutter oder Gründünger angebaut. Aufgrund der Gehalte an Rutin, Quercetin und Quercitrin wird ein Anbau als Nahrungsergänzungsmittel oder Rohstoff für Arzneimittel geprüft.